# São Julião da Barra (localidade)
São Julião da Barra é uma localidade da freguesia de Oeiras e São Julião da Barra, Paço de Arcos e Caxias, do Município de Oeiras. Situa-se na margem direita do rio das Parreiras, sobre a encosta do Alto da Barra até ao litoral mais atlântico do Estuário do Tejo, enquanto que o seu limite a norte compreende a Linha de Cascais. Dividido com o concelho de Cascais, o Forte de São Julião da Barra delimita o extremo ocidental de Oeiras, a Barra do Estuário do Tejo. Limita com Oeiras, a leste; Nova Oeiras, a norte; e a oeste com os Lombos e a Torre, já na freguesia cascalense de Carcavelos e Parede.   
Para além do forte, São Julião da Barra inclui a Praia da Torre, o Porto de Recreio e a Piscina Oceânica de Oeiras, a Bateria da Feitoria (Colégio Militar), o INATEL, o forte de Nossa Senhora das Mercês de Catalazete (Pousada da Juventude), o forte do Areeiro, o Palácio da Justiça (onde funciona o Tribunal de Círculo e Comarca de Oeiras) e a Estação Ferroviária de Oeiras. Dispõe também de importantes equipamentos militares e de defesa, como o Comando Operacional das Forças Terrestres e o mais importante conjunto social nacional do Ministério da Defesa, o IASFA (Instituto de Acção Social das Forças Armadas) e as instalações da NATO. 
O núcleo urbano atual teve origem no Casal da Medrosa, que se foi expandindo em virtude da construção do caminho de ferro, da Fundição de Oeiras e do antigo Liceu Nacional de Oeiras, o único estabelecimento de ensino público da Costa do Estoril durante vários anos.

## História
A freguesia de São Julião da Barra resumia-se estritamente à antiga fortificação, o que lhe dava uma característica puramente militar. No decreto de 6 de Novembro de 1836, consta que a freguesia de São Julião da Barra tinha apenas 24 fogos. Então, já em 1900, o Cardeal Patriarca decide anexar a freguesia de São Julião da Barra à freguesia de Nossa Senhora da Purificação de Oeiras. Esta desagrega-se em 1926 com a criação da freguesia de Paço de Arcos, consolidando-se a freguesia de Oeiras e São Julião da Barra.
Em 1952 foi inaugurado em S. Julião da Barra o antigo liceu nacional de Oeiras, assim chamado durante o Estado Novo, atualmente Escola Secundária Sebastião e Silva. Já em 1972, junto à Estrada da Medrosa, estabeleceu-se o Comando de Oeiras da NATO, que ali viria a ficar por 60 anos.
A 16 de Janeiro de 2013, no âmbito da reorganização das freguesias, a freguesia de Oeiras e São Julião da Barra é extinta e é novamente agregada às antigas freguesias de Paço de Arcos e Caxias, numa freguesia litoral agora denominada Oeiras e São Julião da Barra, Paço de Arcos e Caxias.